# The WORLD is Mine
『The WORLD is Mine』（ザ・ワールド・イズ・マイン）は、BURNOUT SYNDROMESの2枚目となるベストアルバム。2023年3月29日にエピックレコードジャパンから発売された。

## 概要
- アルバムとしては前作『TOKYO』から約2年ぶりのリリース。これまで彼らが担当してきたアニメ主題歌全曲と、オリジナル曲のリミックス、リアレンジなどを含めた全14曲収録。
- 初回生産限定盤には、去年12月にVeats Shibuyaで行われた自身初のWORLD TOUR「Good Morning [New] WORLD TOUR」凱旋ライブのフル映像と、WORLD TOURのオフショット集を収録したBlu-rayが付属。
- ジャケットはイラストレーターの旭ハジメによる書き下ろし。

## 収録曲
- 全作詞・作曲：熊谷和海。

1. Good Morning [New] World!
配信限定シングル。アルバム初収録。テレビアニメ『Dr.STONE 龍水』オープニングテーマ。
2. FLY HIGH!!
1stシングル。テレビアニメ『ハイキュー!! セカンドシーズン』オープニングテーマ。
3. ヒカリアレ
2ndシングル。テレビアニメ『ハイキュー!! 烏野高校VS白鳥沢学園高校』オープニングテーマ。
4. PHOENIX
5thシングル。テレビアニメ『ハイキュー!! TO THE TOP』オープニングテーマ。
5. I Don't Wanna Die in the Paradise (feat.FLOW)
配信限定シングル。FLOWとのコラボ曲。アルバム初収録。
6. 花一匁
3rdシングル。テレビ東京系アニメ『銀魂 銀ノ魂篇』エンディングテーマ。
7. The WORLD is Mine
インディーズ時代の楽曲『ザ・ワールド・イズ・マイン』のリアレンジ・バージョン。
8. Wake Up H×ERO! -TOKYO Edition- (feat.炎城烈人(CV:松岡禎丞))
6thシングル。「HXEROS SYNDROMES」名義でリリースされた。テレビアニメ『ド級編隊エグゼロス』オープニングテーマ。
シングルバージョンではなく、アルバム『TOKYO』に収録されたバージョンでの収録。
9. BLIZZARD
7thシングル。テレビアニメ『ましろのおと』1stオープニングテーマ。シングルバージョンは今回初収録。
10. Mt.Wakakusa Starmine
メジャー2枚目のアルバム『孔雀』に収録された曲『若草山スターマイン』のリミックス・バージョン。
11. ʘcean -WORLD Edition- (feat.炎城烈人(CV:松岡禎丞))
6thシングルC/W曲。アルバム初収録。
12. 銀世界
7thシングル。テレビアニメ『ましろのおと』2ndオープニングテーマ。
13. Good Morning World!
4thシングル。テレビアニメ『Dr.STONE』オープニングテーマ。
14. FLY HIGH!! -English Ver.-
ボーナストラック。1stシングル曲の英詩バージョン。英訳：Konnie Aoki。

## Blu-ray
1. Good Morning [New] WORLD TOUR 2022 -TOKYO- @Veats Shibuya(8th Dec.2022)
2. Good Morning [New] WORLD TOUR 2022 -Behind The Scenes-